# Asota natunensis
Asota natunensis là một loài bướm đêm trong họ Erebidae.